# Broek (Laarbeek)
Het Broek is een buurtschap  in het buitengebied van de voormalige gemeente Lieshout, nu deel van de gemeente Laarbeek in de Nederlandse provincie Noord-Brabant. De buurtschap die gelegen is ten oosten van Lieshout en ten zuiden van Mariahout bestaat uit een groepje ontginningsboerderijen in het gebied dat in vroeger eeuwen het Buijtenbroeck heette.
Hoofdplaats: Beek en Donk      Dorpen: Aarle-Rixtel · Lieshout · Mariahout

Buurtschappen: Achterbosch · Asdonk · Beemdkant · Bemmer · Broek · Broekkant · Deense Hoek · Donkersvoort · Ginderdoor · Groenewoud · Heereind · Hei · Heikant · 't Hof · Hool · Karstraat · Laar · Strijp

Noord-Brabant: Steden en dorpen      Nederland: Provincies · Gemeenten